# 异形词
异形词，是指在普通话书面语中并存并用的同音（指声母、韵母和声调完全相同）、同义（指理性意义、色彩意义和语法意义完全相同）而书写形式不同的词语。例如：“笔画”和“笔划”、“按语”和“案语”、“唯一”和“惟一”等等。实际的使用当中，除了书写的差异之外，它们还有使用频率的不同，但是一般不会造成误解。
中华人民共和国教育部和国家语言文字工作委员会2002年3月31日发布试行了《第一批异形词整理表》。
在繁体中文里面，异形词现象也是存在的。而汉字简化并没有完全消除这些现象，所以从繁体中文中继承也是异形词的主要来源之一。

## 参看
- 同音词
- 同义词
- 异体字
- 词形